# 84P/Giclas
84P/Giclas, komet Jupiterove obitelji.